# خبرگزاری واع
خبرگزاری واع  (عربی: وكالة الأنباء العراقية؛ انگلیسی: Iraqi News Agency) مخفف انگلیسی INA , و مشهور به واع (مخفف نام عربی وكالة الأنباء العراقية)، خبرگزاری دولتی و رسمی کشور عراق است.
اساس این خبرگزاری در ماه مارس سال ۱۹۵۹ در دوران عبدالکریم قاسم گذاشته شده است. 
چنانچه خود می گوید از بابت تقدم زمانی دومین خبرگزاری در میان کشورهای عرب منطقه پس از خبرگزاری میدل ایست در مصر است که در سال ۱۹۵۵ تاسیس شد. 
پس از سقوط صدام خبرگزاری های دیگری هم در عراق شکل گرفت از جمله خبرگزاری ملی عراق. اما از سال 2017، خبرگزاری واع که با سقوط صدام  در سال ۲۰۰۳ برای چندین سال بسته شده بود، تجدید حیات یافت و به عنوان خبرگزاری رسمی و دولتی عراق معرفی شد. 
خبرگزاری واع عضو اتحادیه خبرگزاری‌های کشورهای عرب (فانا) است.

### مخفف انگلیسی INA
در زمان تاسیس خبرگزاری واع، مخفف انگلیسی آن یعنی INA برای یک موسسه رسانه ای به نام  Arab News Agency استفاده می شد، که رویترز مالک آن بوده است. در فاصله ۱۹۵۹ تا ۱۹۶۳ گفت و گوهایی بین خبرگزاری واع و رویترز صورت می پذیرد که نهایتا منجر به واگذاری این نام به خبرگزاری عراقی واع می شود و از آن پس INA به عنوان مخفف Iraqi News Agency برای واع استفاده می شود. 